# ×Dactyloglossum drucei
Dactyloglossum drucei là một loài thực vật có hoa trong họ Lan. Loài này được (A. Camus) Soó mô tả khoa học đầu tiên năm 1966.